# ريتشل بيلي
ريتشل بيلي (بالإنجليزية: Rachel Beale)‏ هي لاعبة كرة الشبكة نيوزيلندية، ولدت في 9 يوليو 1983 في غيسبورن ‏ في نيوزيلندا.